# 遺詔
遺詔（ゆいしょう/いしょう/ゆいじょう/いじょう）は、天皇または上皇が、生前に死後のことについて指示した詔。

## 概要
日本においては、『日本書紀』に雄略天皇の遺詔に関して載せられているのが最古であるが、史実として確実視される最古のものは推古天皇のものと考えられている。旧皇室典範には「先帝遺令」すなわち遺詔によって「大傅」が設置できる規定があり（第27条）、明治天皇も死の9年前に遺詔を準備していたことが『明治天皇紀』（大正元年8月6日条）に記されている。大正・昭和の両天皇については特に遺詔の存在は知られていない。
古代においては皇位継承が不安定であったため、皇后や皇太子に政務を委ねたり、将来の皇太子もしくは皇位継承者を指名する遺詔が出されることが珍しくなかった。だが、時代が下ると自らの諡号・追号や葬儀の内容（薄葬の実施）などが内容の主たる地位を占めるようになる。また、財産・所領に関する規定に関しては別途処分状を作成して将来に供えておく場合もあった。
平安時代中期以後、天皇・上皇の死後に遺詔が残された場合、新しい天皇（上皇の死の場合は在位の天皇）に報告する所定の儀式が行われるようになった。これを遺詔奏（いじょうのそう）と呼ぶ。遺詔奏は死去した天皇・上皇の葬儀当日の日中に葬儀に先だって行われた（稀に葬儀後に実施された場合もある）。上卿が陣座に着座すると、遺詔を伝える遺詔使（いじょうつかい）が陣外に到着して外記に遺詔の内容を伝達する（通常、葬司の任命、山陵・国忌・素服・挙哀の停止に関する）。外記は上卿に内容を伝達し、上卿は職事を務める弁官を通じて天皇に対してその内容を上奏する。天皇はこれを受けて廃朝を行うとともに、葬司の任命以下を停止するとともに改めて一定期間の宴飲・音楽・美服の着用を止め、警固・固関の実施を職事を通じて上卿に伝達し、上卿は外記にその内容を各方面に伝達させた。